# Maláj vitézsas
A maláj vitézsas vagy gyászos vitázsas (Nisaetus alboniger) a madarak (Aves) osztályának a vágómadár-alakúak (Accipitriformes) rendjébe, ezen belül a vágómadárfélék (Accipitridae) családjába tartozó faj.

## Rendszerezése
A fajt Edward Blyth angol zoológus írta le 1845-ben. Sorolták a Spizaetus nembe Spizaetus alboniger néven is.

## Előfordulása
Délkelet-Ázsiában, Brunei, Indonézia, Laosz, Malajzia, Szingapúr és Thaiföld területén honos. 
Természetes élőhelyei a szubtrópusi és trópusi síkvidéki és hegyi esőerdők. Állandó, nem vonuló faj.

## Megjelenése
Testhossza 58 centiméter, szárnyfesztávolsága 100-115 centiméter.
|  |

## Természetvédelmi helyzete
Az elterjedési területe rendkívül nagy, egyedszáma ugyan csökken, de még nem éri el a kritikus szintet.  A Természetvédelmi Világszövetség Vörös listáján nem fenyegetett fajként szerepel.